# Kcynia (gromada)
Kcynia – dawna gromada, czyli najmniejsza jednostka podziału terytorialnego Polskiej Rzeczypospolitej Ludowej w latach 1954–1972.
Gromady, z gromadzkimi radami narodowymi (GRN) jako organami władzy najniższego stopnia na wsi, funkcjonowały od reformy reorganizującej administrację wiejską przeprowadzonej jesienią 1954 do momentu ich zniesienia z dniem 1 stycznia 1973, tym samym wypierając organizację gminną w latach 1954–1972.
Gromadę Kcynia z siedzibą GRN w mieście Kcyni (nie wchodzącym w jej skład) utworzono – jako jedną z 8759 gromad na obszarze Polski – w powiecie szubińskim w woj. bydgoskim, na mocy uchwały nr 24/13 WRN w Bydgoszczy z dnia 5 października 1954. W skład jednostki weszły obszary dotychczasowych gromad Grocholin, Palmierowo i Włodzimierzewo ze zniesionej gminy Łankowice w tymże powiecie. Dla gromady ustalono 19 członków gromadzkiej rady narodowej.
31 grudnia 1959 do gromady Kcynia włączono wsie Łankowice, Sierniki i Dębogóra oraz miejscowości Łangowiczki, Jankowo i Dębogórzyn ze zniesionej gromady Łankowice w powiecie szubińskim w woj. bydgoskim oraz wieś Głogowiniec z gromady Wapno w powiecie wągrowieckim w woj. poznańskim.
31 grudnia 1961 z gromady Kcynia wyłączono łąki Dębogóra oddzielone lasem od strony północnej i należące do wsi Dębogóra, włączając je do gromady Sipiory w tymże powiecie; do gromady Kcynia włączono natomiast wsie Iwno, Kaźmierzewo i Gromadno ze zniesionej gromady Gromadno oraz wsie Malice, Tupadły i Ujazd, przysiółek Bąk i PGR Krzepiszyn ze zniesionej gromady Szczepice w tymże powiecie.
1 stycznia 1969 do gromady Kcynia włączono grunty rolne o powierzchni ogólnej 524,92 ha z miasta Kcynia w tymże powiecie.
1 stycznia 1972 z gromady Kcynia wyłączono sołectwo Sierniki, włączając je do gromady Chwaliszewo w tymże powiecie, po czym gromadę Kcynia połączono z gromadą Sipiory, tworząc z ich obszarów gromadę Kcynia z siedzibą Gromadzkiej Rady Narodowej w Kcyni w tymże powiecie (de facto gromadę Sipiory zniesiono, włączając jej obszar do gromady Kcynia).
Gromada przetrwała do końca 1972 roku, czyli do kolejnej reformy gminnej. 1 stycznia 1973 w powiecie szubińskim utworzono gminę Kcynia (od 1999 gmina Kcynia znajduje się w powiecie nakielskim w woj. kujawsko-pomorskim).